# Kamináki (Lassithi)
Kamináki, en grec moderne : Καμινάκι est un village du plateau du Lassíthi, en Crète, en Grèce. Selon le recensement de 2011, la population de Kamináki compte 273 habitants. Il est situé à une altitude de 870 m et à une distance de 46 km d'Ágios Nikólaos.

## Recensements de la population
| Recensements | 1900 | 1920 | 1928 | 1940 | 1951 | 1961 | 1971 | 1981 | 1991 | 2001 | 2011 |
| ------------ | ---- | ---- | ---- | ---- | ---- | ---- | ---- | ---- | ---- | ---- | ---- |
| Population   | 325  | 302  | 445  | 512  | 511  | 479  | 416  | 423  | -    | 354  | 273  |